# Igrzyska Śródziemnomorskie 1983
9. Igrzyska Śródziemnomorskie – dziewiąta edycja igrzysk śródziemnomorskich odbyła się między 3 a 17 września 1983 w marokańskiej Casablance. W zawodach wzięło udział 16 reprezentacji narodowych – w sumie w imprezie wystartowało 2192 sportowców (1845 mężczyzn i 347 kobiet).

## Tabela medalowa
| Lp | Kraj       | Złoto | Srebro | Brąz | Suma |
| -- | ---------- | ----- | ------ | ---- | ---- |
| 1  | Włochy     | 53    | 43     | 46   | 142  |
| 2  | Francja    | 32    | 39     | 26   | 97   |
| 3  | Hiszpania  | 17    | 20     | 27   | 64   |
| 4  | Jugosławia | 16    | 18     | 19   | 53   |
| 5  | Turcja     | 12    | 5      | 14   | 31   |
| 6  | Grecja     | 11    | 10     | 13   | 34   |
| 7  | Maroko     | 8     | 5      | 7    | 20   |
| 8  | Algieria   | 4     | 3      | 7    | 14   |
| 9  | Tunezja    | 4     | 1      | 4    | 9    |
| 10 | Egipt      | 1     | 9      | 12   | 22   |
| 11 | Liban      | 1     | 2      | 0    | 3    |
| 12 | Syria      | 0     | 3      | 2    | 5    |
|    | Suma:      | 159   | 158    | 177  | 494  |

## Dyscypliny
- Boks  (szczegóły)
- Gimnastyka sportowa  (szczegóły)
- Judo  (szczegóły)
- Jeździectwo  (szczegóły)
- Kolarstwo torowe   Kolarstwo szosowe  (szczegóły)
- Lekkoatletyka  (szczegóły)
- Pływanie  (szczegóły)
- Podnoszenie ciężarów  (szczegóły)
- Szermierka  (szczegóły)
- Tenis ziemny  (szczegóły)
- Zapasy  (szczegóły)
- Żeglarstwo  (szczegóły)